# Bolboceras quinquestriatum
Bolboceras quinquestriatum är en skalbaggsart som beskrevs av Antoine Boucomont 1932. Bolboceras quinquestriatum ingår i släktet Bolboceras och familjen Bolboceratidae. Inga underarter finns listade.